# 寺田千代乃
寺田千代乃（日语：寺田千代乃/てらだ ちよの，1947年1月8日—），日本女商人，关西企业高管协会代表，关西经济联合会副会长，被誉为“搬家状元”，而她和丈夫寺田壽男亦是日本知名馬主，擁有「摩天獵戶」、「摩天威獅」、「摩天雲霄」、「金足球」、「西方現今」等一系列的賽駒。